# Annekatrin Thiele
Annekatrin Thiele (n. 18 octombrie 1984, Sangerhausen, Republica Democrată Germană, Germania) este o canotoare germană, medaliată olimpică. A participat la 4 ediții ale Jocurilor Olimpice (2008, 2012, 2016, 2020) în care a câștigat o medalie de aur și două medalii de argint.